# 小宇同學就是我
《小宇同學就是我》是台灣歌手小宇發行的第一張國語專輯，專輯中13首歌曲皆為小宇的精心創作。此專輯獲選為2009年中華音樂人交流協會十大專輯之一。

## 曲目
| 曲目            | 歌曲資料                                                 | 歌詞                 |
| --------------- | -------------------------------------------------------- | -------------------- |
| 痴妹與王兩      | 曲、編曲、和聲編寫、和聲：宋念宇                         | 范逸敏               |
| 沒那麼難        | 曲、編曲、和聲編寫、和聲：宋念宇                         | 光中                 |
| 沒有很會唱      | 曲、編曲、和聲編寫、和聲：宋念宇                         | 黃文萱               |
| 寂寞射手        | 曲、編曲：陳偉、宋念宇；和聲編寫、和聲、鍵盤、鼓：宋念宇 | 于光中、改編詞：黃文萱 |
| 終於說出口      | 曲、編曲、和聲編寫、和聲、鍵盤、鼓：宋念宇               | 黃文萱、宋念宇       |
| 就是說不出口    | 曲、編曲、和聲編寫、和聲、鍵盤：宋念宇                   | 光中                 |
| I can't stop    | 曲、編曲、和聲編寫、和聲：宋念宇                         | 黃文萱               |
| 捨不得          | 曲、編曲、和聲編寫、和聲：宋念宇                         | 光中、宋念宇         |
| 我在角落觀察abc | 曲、編曲、和聲編寫、和聲、鍵盤：宋念宇                   | 黃文萱               |
| 偶霉敢結        | 曲、編曲、和聲編寫、和聲、鍵盤：宋念宇                   | 光中                 |
| 唯一的唯一      | 曲、編曲、和聲編寫、和聲：宋念宇                         | 黃文萱               |
| 原來是這樣      | 曲、編曲、和聲編寫、和聲：宋念宇                         | 光中                 |
| 還簡單的多      | 曲、編曲、和聲編寫、和聲、鍵盤：宋念宇                   | 黃文萱               |

## 發行版本
| 發行日期     | 封面 | 版本                         | 發行公司 |
| ------------ | ---- | ---------------------------- | -------- |
| 2008年1月9日 |      | 小宇同學就是我（正式發行版） | Avex唱片 |

## 音樂錄影帶
- 唯一的唯一（電視劇《太陽的女兒》片尾曲）
- 沒有很會唱（導演：賴偉康／第一波主打）
- 終於說出口（導演：大寶 導／分為2個版本：車禍版、劈腿版）
- 沒那麼難（導演：珍妮花）
- 捨不得（電影《穿越時空 地下鐵》中文主題曲）

## 獎項
- 獲得中華音樂人交流協會評鑑入選2008年度十大專輯
- 2008年KKBOX數位音樂年度風雲榜華語點播單曲榜第4名
- 連續六週 KKBOX 900萬次點播率
- 連續五週蟬聯中華電信emome來電答鈴前3名
- 好樂迪三月份新歌點播排行榜第4名
- MSN SoapBox網路熱門影片排行榜第1名
- 2009KKBOX風雲榜專輯榜第70名